# Ko Lanta
Ko Lanta (tiếng Thái: เกาะลันตา, cũng viết Koh Lanta) là một huyện (amphoe) ở tỉnh Krabi, Thái Lan.
Huyện được thành lập vào tháng 12 năm 1901. Huyện này cách thị xã Krabi 70 km, bao gồm 2 đảo chính Ko Lanta Yai (thường gọi là Ko Lanta) và đảo nhỏ hơn Ko Lanta Noi, cũng như nhiều đảo nhỏ khác. Các đảo này có nhiều bãi biển đẹp, là các địa điểm du lịch biển. 
Các huyện giáp ranh: Nuea Khlong về phía tây bắc và Khlong Thom về phía đông bắc và đông. Phần còn lại là biển Andaman bao quanh.
134 km² của huyện này nằm tron Vườn quốc gia Ko Lanta được thành lập vào năm 1990.

## Hành chính
Huyện này được chia ra thành 5 phó huyện (tambon), các đơn vị này lại được chia thành 37 làng (muban). Ko Lanta Yai là thị trấn (thesaban tambon)  nằm trên một phần của tambon Ko Lanta Yai.
| \| STT. \| Tên \| Tên Thái \| Số làng \| Dân số \| \| \| 1. \| Ko Lanta Yai \| เกาะลันตาใหญ่ \| 8 \| 6.090 \| \| \| 2. \| Ko Lanta Noi \| เกาะลันตาน้อย \| 8 \| 4.858 \| \| \| 3. \| Ko Klang \| เกาะกลาง \| 10 \| 7.104 \| \| \| 4. \| Khlong Yang \| คลองยาง \| 6 \| 5.317 \| \| \| 5. \| Sala Dan \| ศาลาด่าน \| 5 \| 4.285 \| \| | Map of Tambon |             |         |        |  |
| STT. | Tên           | Tên Thái    | Số làng | Dân số |  |
| 1. | Ko Lanta Yai  | เกาะลันตาใหญ่ | 8       | 6.090  |  |
| 2. | Ko Lanta Noi  | เกาะลันตาน้อย | 8       | 4.858  |  |
| 3. | Ko Klang      | เกาะกลาง    | 10      | 7.104  |  |
| 4. | Khlong Yang   | คลองยาง     | 6       | 5.317  |  |
| 5. | Sala Dan      | ศาลาด่าน     | 5       | 4.285  |  |

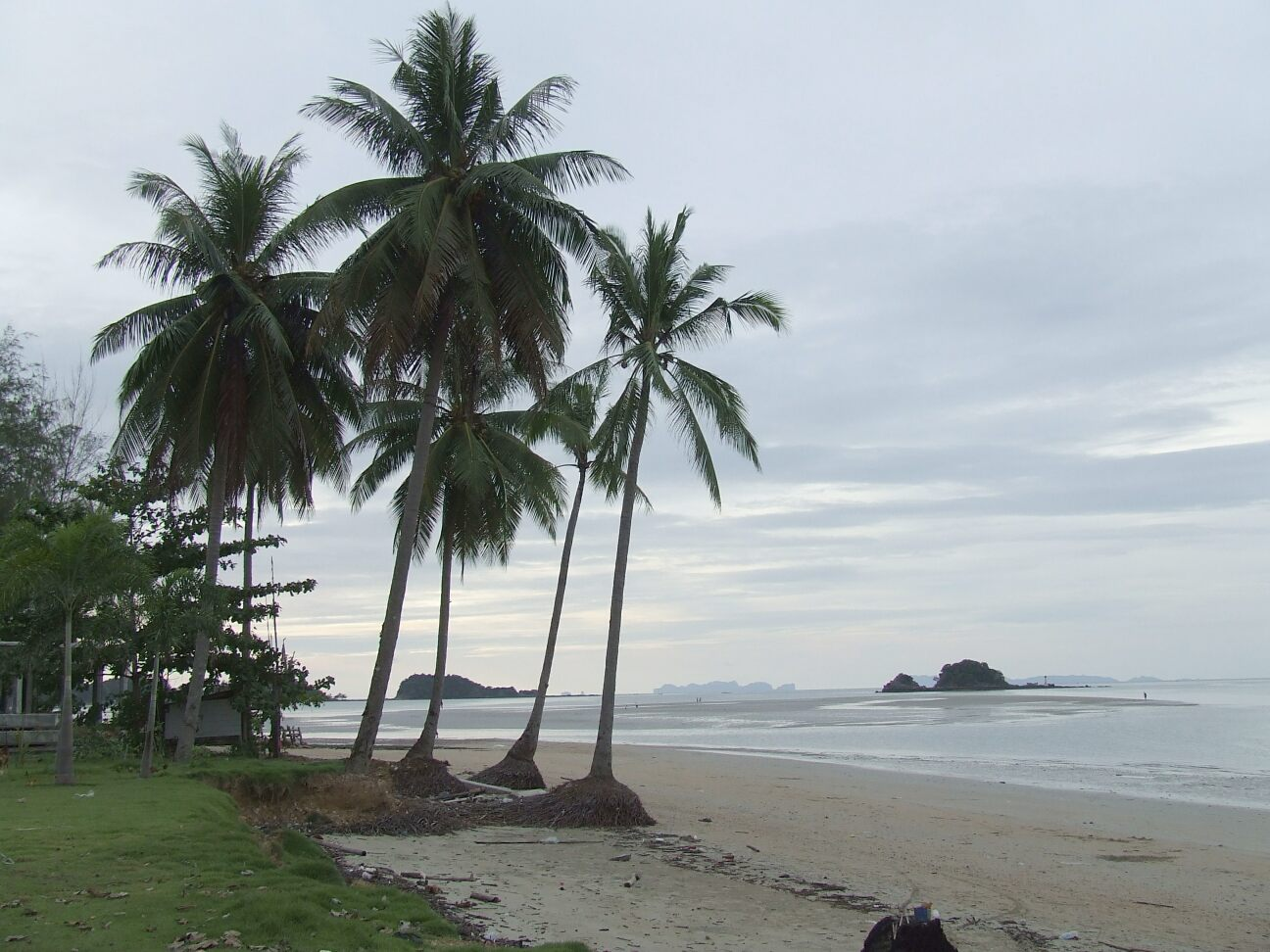
Bãi biển Ko Lanta
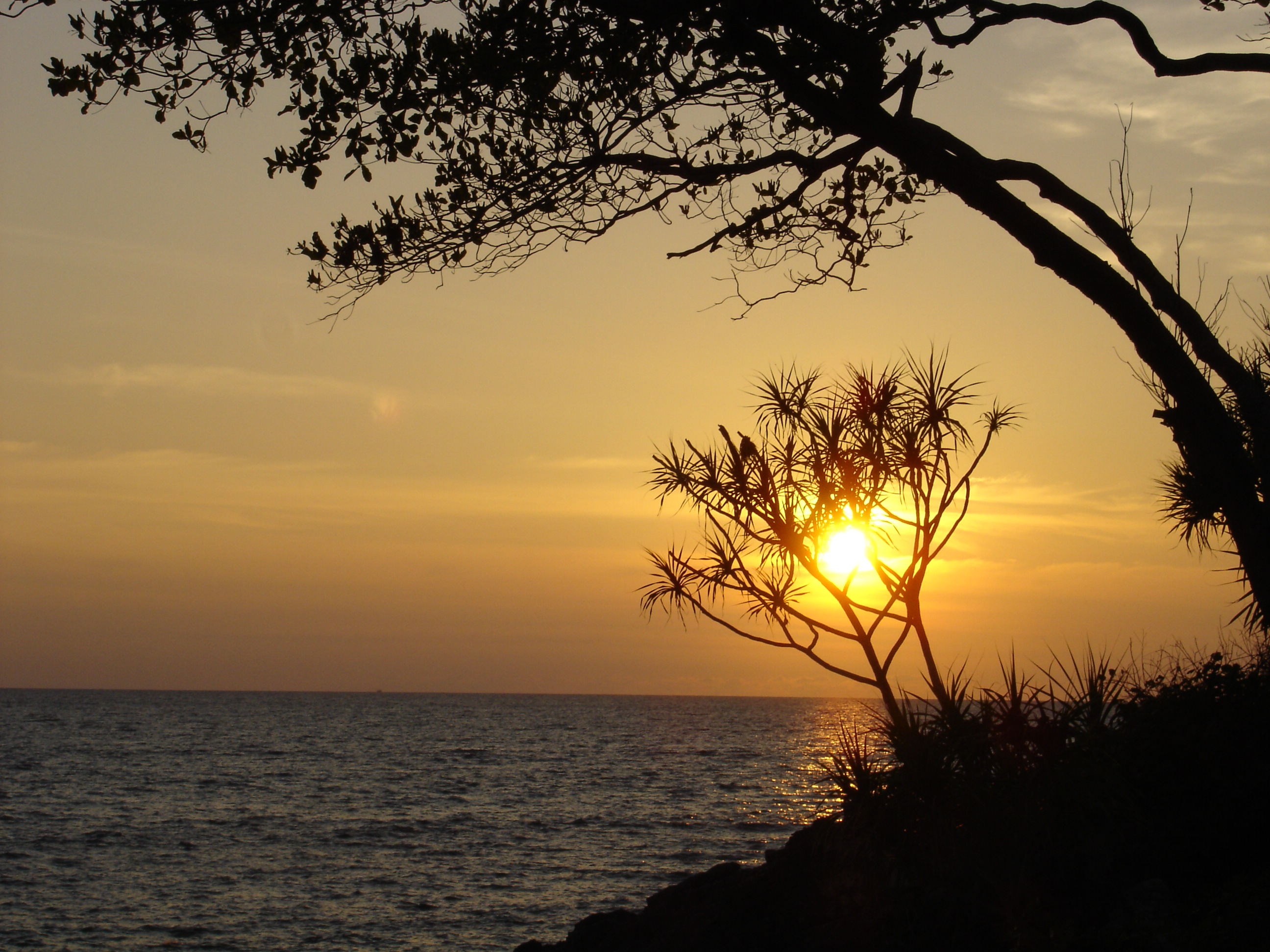
Ko Lanta